# أزمر للطيران
كانت شركة أزمر للطيران شركة طيران مستأجرة مقرها السليمانية، إقليم كردستان العراق. تأسست عام 2005، ويبدو أنها توقفت عن العمل عام 2017.

## الوجهات
اعتبارًا من عام 2012، قدمت شركة أزمار للطيران خدماتها إلى الوجهات التالية :
 المانيا
- دوسلدورف - مطار دوسلدورف
- ميونيخ - مطار ميونيخ

 العراق
- أربيل - مطار أربيل الدولي
- السليمانية - قاعدة مطار السليمانية الدولي

 السويد
- ستوكهولم - مطار ستوكهولم أرلاندا

## أسطول
اعتبارًا من ديسمبر 2013، يتكون أسطول شركة طيران أزمار من الطائرات التالية :
- 1 طائرة بوينج 737-200
- 2 ماكدونيل دوغلاس دي سي-9 (تشغلها شركة جيت تران إير )

## روابط خارجية
- الموقع الرسمي
- Azmar Airlines Fleet
- "Profile for: Azmar Airlines" Aero Transport Data Bank
- "Fly Air begins direct Istanbul-Erbil, Sulaimaniyah flights" Kerkuk.net
- "A former pilot, establishing charter company" Nacional
- "Welcome to Bayad Group!" Bayad Group